# كاسبار شوتس
كاسبار شوتس (بالألمانية: Caspar Schütz)‏ هو مؤرخ ألماني، ولد في 1540 في أيسليبن في ألمانيا، وتوفي في 16 سبتمبر 1594 في غدانسك في بولندا.